# John Paul Stevens
John Paul Stevens (Chicago, 20 aprile 1920 – Fort Lauderdale, 16 luglio 2019) è stato un giurista statunitense, giudice associato della Corte Suprema degli Stati Uniti dal 1975 al 2010.
È stato nominato dal presidente Gerald Ford. La sua giurisprudenza, inizialmente di tendenza moderata, si è gradualmente evoluta verso posizioni progressiste.

## Vita
Di famiglia ricca (che tuttavia soffrì economicamente durante la grande depressione), Stevens ha studiato lettere all'università di Chicago ottenendo il bachelor nel 1941. Si è poi arruolato nella marina, dove è stato ufficiale dei servizi segreti nel teatro del Pacifico. Dopo la fine della guerra è rientrato nell'Illinois dove ha intrapreso gli studi di giurisprudenza alla Northwestern University, laureandosi con lode nel 1947.
Nel 1942 Stevens ha sposato Elizabeth Jane Shereen, da cui ha divorziato nel 1979. Ha poi sposato Maryan Mulholland Simon. Stevens ha avuto quattro figli. È morto il 16 luglio 2019 a 99 anni, a seguito di un ictus, ed è stato sepolto nel cimitero nazionale di Arlington.

### La carriera legale
Nel 1947-48 è stato assistente del giudice della Corte Suprema Wiley Rutledge. Rientrato a Chicago, ha lavorato in uno studio legale, cominciando a occuparsi di diritto della concorrenza. Nel 1951 è stato consulente legale di una sottocommissione della commissione giustizia della Camera dei Rappresentanti. Nel 1952, di nuovo a Chicago, insieme ad alcuni giovani colleghi, ha fondato lo studio legale Rothschild, Stevens, Barry & Myers. Negli anni successivi si è specializzato nel settore antitrust, rivelandosi uno dei migliori avvocati del settore, e ha scritto alcune opere importanti sulla materia.
Nel 1969 è stato scelto come consulente legale dalla commissione d'inchiesta che doveva investigare su alcune accuse di corruzione rivolte a due giudici della Corte Suprema dell'Illinois. Si pensava che la commissione avrebbe coperto lo scandalo, ma le indagini approfondite di Stevens portarono infine alle dimissioni degli accusati.

### La carriera di giudice

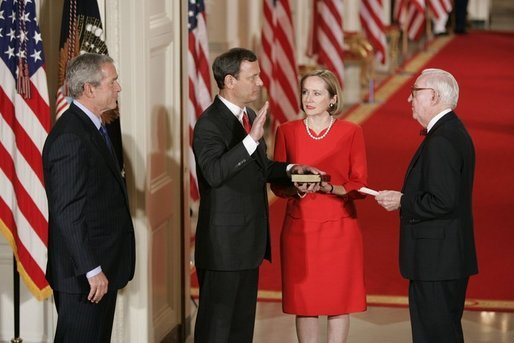
Stevens, a destra, impartisce il giuramento al Giudice Capo John G. Roberts il 29 settembre 2005.

Il ruolo svolto da Stevens nella commissione d'inchiesta ha indotto il presidente Nixon a nominarlo giudice della Corte d'Appello Federale per il Settimo Circuito il 20 novembre 1970. Cinque anni più tardi il presidente Ford lo ha nominato alla Corte Suprema in sostituzione di William O. Douglas. La scelta era stata suggerita dal ministro della Giustizia Edward H. Levi, e fu favorita dalla reputazione di Stevens come giurista esperto, onesto e ideologicamente moderato. Stevens ha assunto la carica il 19 dicembre 1975 dopo essere stato confermato dal Senato con il voto di 98 a 009
Stevens ha tenuto lezioni sull'importanza di apprendere dal lavoro e di trattare la legge con flessibilità, citando come esempio il suo atteggiamento rispetto alla affirmative action, un tempo contrario ma ora favorevole.
Al crescere della sua anzianità di servizio, Stevens ha avuto spesso la possibilità di assegnare (a se stesso o ad un collega) la stesura delle sentenze nei casi in cui il Giudice Capo è in minoranza. È tra i giudici che scrivono più di frequente opinioni dissenzienti. Dopo il pensionamento di Harry Blackmun nel 1994, Stevens è diventato il giudice della Corte con la maggiore anzianità. Come tale, esercita le funzioni di Giudice Capo (e quindi presiede la Corte) quando la carica è vacante o in casi di impedimento del titolare (questo è accaduto nel settembre del 2005, tra la morte di William Rehnquist e l'entrata in carica del suo successore John G. Roberts). Ha anche presieduto le sedute della Corte in alcune occasioni in cui il Giudice Capo era assente. Il 20 gennaio 2009 ha impartito il giuramento al vicepresidente Joe Biden.
Stevens è il secondo giudice per vecchiaia tra tutti quelli che hanno fatto parte della Corte, e il terzo per durata in carica. Il 9 aprile 2010 ha annunciato la sua decisione di andare in pensione; il pensionamento è divenuto effettivo il 29 giugno, dopo la chiusura dei lavori della Corte per la sessione 2009-2010. Il 10 maggio 2010 il presidente Obama ha nominato a succedergli Elena Kagan.

## Filosofia legale

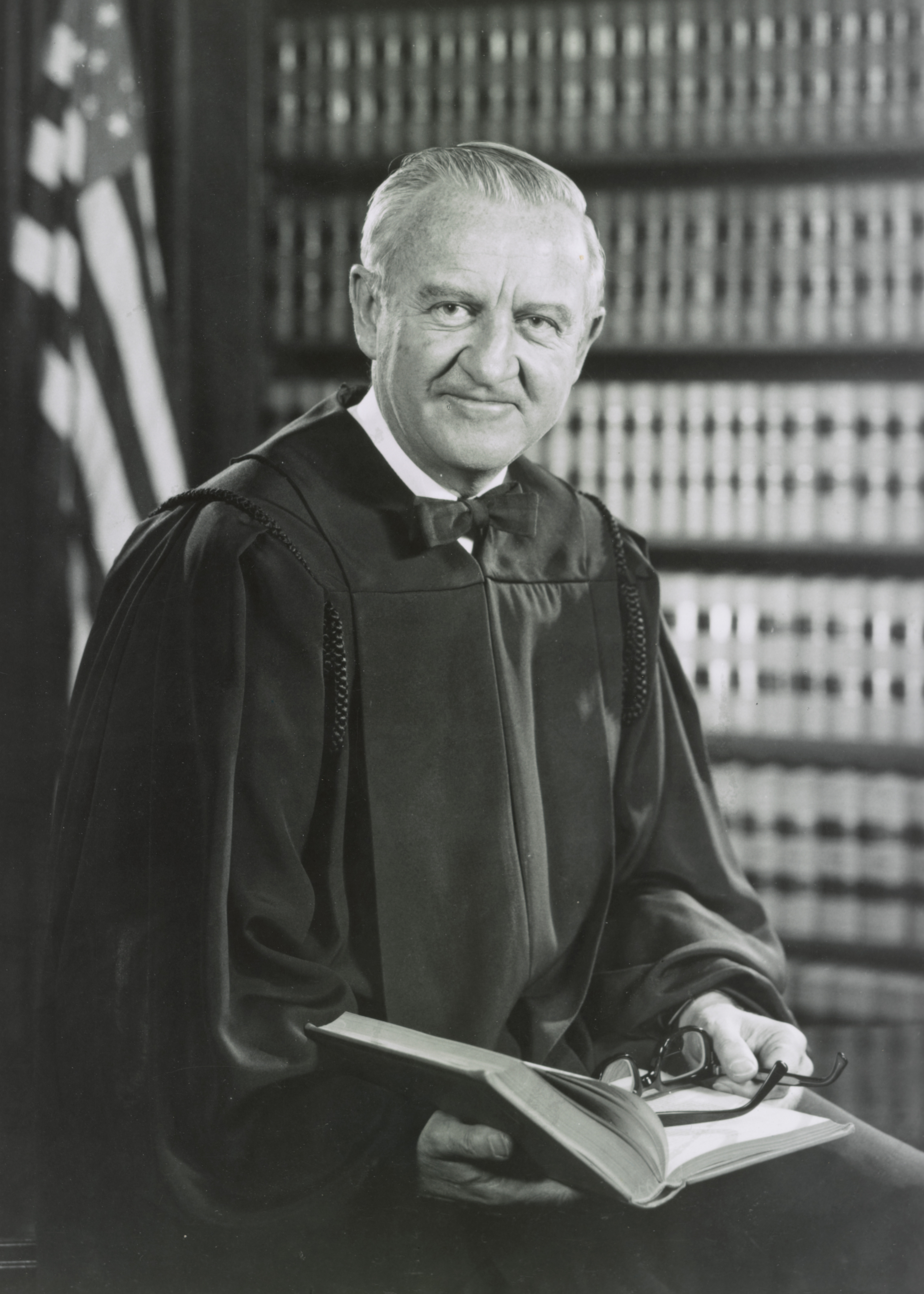
Fotografia ufficiale di Stevens (1976).

Quando era in servizio alla Corte d'Appello, Stevens è stato giudice di inclinazione moderatamente conservatrice, e ha mantenuto questo orientamento nei suoi primi anni alla Corte Suprema.
Ma nel corso degli anni ottanta, mentre la corte si andava spostando su posizioni più conservatrici, Stevens sempre più spesso si è schierato con i colleghi di tendenza progressista. Dalla metà degli anni novanta il suo ruolo di giudice anziano lo ha reso il leader di fatto dell'ala progressista della Corte.
Stevens non condivide la posizione secondo cui l'attività del giudice consiste puramente nell'applicazione del testo scritto della costituzione e della legge, escludendo ogni altra considerazione. Ha spiegato che «il parlamento lavora veramente insieme ai giudici, contrariamente all'idea che la legge così com'è scritta sia completamente definita in se stessa. Si intende che vi sono aree di interpretazione che dovranno essere definite in seguito, e i legislatori contano su ciò. Questo fa parte del funzionamento del sistema, e si vede chiaramente che non sono parti dello stato completamente separate, ma lavorano insieme». Esiste dunque uno spazio per l'interpretazione della legge da parte del giudice, che può basarsi anche su elementi come la storia legislativa, gli obiettivi del legislatore, le conseguenze delle proprie decisioni. Questo porta a considerare Stevens come un giurista di orientamento realista, e lo distingue da colleghi più conservatori, come ad esempio Antonin Scalia, che hanno un orientamento di tipo formalista.
Nel 2003 un'analisi statistica delle caratteristiche di voto dei giudici della Corte ha individuato Stevens come il più progressista.
La sua giurisprudenza è stata spesso descritta come molto personale, o addirittura eccentrica, per la sua abitudine di scrivere molte opinioni aggiuntive alle sentenze, sia in accordo che in dissenso con la maggioranza. Inoltre scrive personalmente la prima bozza di ogni opinione, a differenza di quanto fanno di solito i suoi colleghi, che tendono a delegare questo compito a un assistente.

### Libertà di espressione
Stevens inizialmente è stato critico sul grado di protezione costituzionale di espressioni oscene. Ad esempio, nel caso Young v. American Mini Theatres del 1976, che confermava il divieto di aprire cinema per adulti in alcune zone di Detroit, scrisse: «Anche se riconosciamo che il Primo Emendamento non tollera la soppressione totale di materiale erotico forse dotato di qualche valore artistico, è manifesto che l'interesse della società di proteggere questo tipo di espressione ha un'importanza totalmente diversa, e ben minore, di quello per un dibattito politico privo di ostacoli.»
Tuttavia in seguito ha adottato un approccio molto più liberale, come mostra la sua opinione in Ashcroft v. ACLU del 2004 che dichiarava incostituzionale una legge contro la pornografia per violazione del primo emendamento. In questo caso Stevens ha scritto: «Come genitore, nonno e bisnonno, approvo [...] senza riserve» l'obiettivo della legge di proteggere i minori dalla pornografia; «Come giudice, tuttavia, devo ammettere un crescente senso di disagio quando l'interesse di proteggere i bambini da materiale osceno è invocato come giustificazione per l'utilizzo di limitazioni penali della libertà di parola al posto, o come sostegno, della sorveglianza da parte di adulti di ciò che i bambini vedono.»
Una delle caratteristiche più personali e insolite della giurisprudenza di Stevens è data dai suoi frequenti riferimenti alla seconda guerra mondiale. Ad esempio in Texas v. Johnson (1989), in cui la Corte ha annullato una legge che puniva il vilipendio della bandiera, Stevens ha dissentito, scrivendo: «Le idee di libertà e di uguaglianza hanno avuto forza irresistibile nel motivare leader come Patrick Henry, Susan B. Anthony, e Abraham Lincoln, insegnanti come Nathan Hale e Booker T. Washington, gli Scout delle Filippine che combatterono a Bataan, e i soldati che scalarono la scogliera di Omaha Beach. Se vale la pena di combattere per queste idee (e la nostra storia dimostra che è così), non può essere vero che la bandiera che simboleggia il loro potere in modo tanto straordinario non sia degna di protezione dal vilipendio immotivato.»

### Stato e religione
Stevens ha sostenuto un'applicazione rigorosa del principio di separazione tra stato e religione. Ad esempio in Wallace v. Jaffree (1985) la Corte ha annullato una legge dello stato dell'Alabama che prescriveva un minuto di silenzio "per la meditazione o la preghiera in silenzio" nelle scuole pubbliche. Nella sentenza, Stevens ha scritto: «Proprio come il diritto di parlare e quello di astenersi dal parlare sono componenti complementari di un più ampio concetto della libertà individuale di pensiero, così anche la libertà dell'individuo di scegliere il proprio credo è la controparte del suo diritto di astenersi dall'accettare il credo della maggioranza. Un tempo si pensava che tale diritto vietasse soltanto la preferenza di una determinata variante del cristianesimo rispetto alle altre, ma non richiedesse un uguale rispetto per la coscienza dell'infedele, dell'ateo, o dell'aderente a una fede non cristiana come l'islam o il giudaismo. Ma quando il principio alla base di ciò è stato esaminato alla dura prova del processo, la Corte ha concluso senza ambiguità che la libertà di coscienza individuale protetta dal Primo Emendamento comprende il diritto di scegliere qualunque fede religiosa, o di non sceglierne alcuna.»
Ha dissentito dalla decisione della maggioranza in Van Orden v. Perry (2005), in cui la Corte dichiarava ammissibile la presenza di un monumento con il testo dei dieci comandamenti nel parco del Campidoglio del Texas, perché il suo significato è storico e sociale e non puramente religioso. Stevens ha scritto: «Questo Stato appoggia il codice divino del Dio 'giudaico-cristiano'». Il principio di separazione tra stato religione contenuto nel Primo Emendamento «come minimo [...] ha creato una forte presunzione contro l'esibizione di simboli religiosi in luoghi di proprietà pubblica» e «richiede la neutralità religiosa: allo stato non è permesso esercitare preferenze per una fede religiosa su un'altra». Ciò comprende il divieto di approvare leggi o imporre obblighi che sostengano tutte le religioni contro i non credenti, o che preferiscano le religioni basate sulla credenza nell'esistenza di Dio rispetto a quelle basate su principi diversi.

### Azioni affermative
Stevens inizialmente si è mostrato critico verso le preferenze governative per le minoranze svantaggiate (Affirmative action). Ad esempio si è opposto al sistema di quote razziali in discussione nel caso Regents of the University of California v. Bakke (1978). Ma in seguito ha modificato la sua posizione, come mostrato in Grutter v. Bollinger (2003) in cui ha sostenuto l'accettabilità del programma di affirmative action della facoltà di legge dell'università del Michigan.

### Commercio interstatale e diritti degli stati
Nell'interpretazione della Commerce Clause della costituzione, Stevens ha coerentemente sostenuto una visione espansiva dei poteri del governo federale. Ha dissentito dalle decisioni in United States v. Lopez (1995) e United States v. Morrison (2000), in cui la maggioranza della Corte ha limitato i poteri del Congresso in questo campo. Ha invece scritto la sentenza in Gonzales v. Raich (2005), che permette al governo federale di perseguire i malati che usano la marijuana come medicinale anche se tale uso è legale in base alla legge dello stato di residenza.

### Diritto penale
Stevens assume spesso posizioni garantiste nei casi riguardanti perquisizioni e sequestri (regolati dal Quarto Emendamento). Ad esempio ha scritto la sentenza in Arizona v. Gant (2009), secondo cui «la polizia è autorizzata a perquisire il veicolo connesso all'arresto di un suo occupante recente solo se l'arrestato si trova a distanza tale da poter raggiungere lo scomparto al momento della perquisizione oppure se è ragionevole credere che il veicolo contenga prove della violazione che ha causato l'arresto.»
Nel 1976 Stevens ha condiviso la decisione in Gregg v. Georgia che, annullando la precedente sentenza in Furman v. Georgia (1972), permise di nuovo l'applicazione della pena di morte. Ma in seguito si è mostrato meno favorevole alla pena capitale, e ha sostenuto limitazioni al suo utilizzo (Atkins v. Virginia: la pena capitale non è applicabile a persone con ritardo mentale; Roper v. Simmons: la pena capitale non è applicabile a minorenni).
In Baze v. Rees (2008), Stevens ha votato con la maggioranza per confermare la costituzionalità del metodo usato nel Kentucky per l'esecuzione tramite iniezione letale perché si sentiva obbligato a farlo dal principio di rispetto dei precedenti (stare decisis). Ma ha aggiunto che «l'omicidio di stato diviene sempre più anacronistico» e si è dichiarato d'accordo con l'opinione del suo ex collega Byron White secondo cui «l'estinzione immotivata di una vita, atto che apporta contributi soltanto marginali a qualsivoglia obiettivo sociale o pubblico, dovrebbe essere considerata palesemente eccessiva» e quindi in violazione dell'Ottavo emendamento.

### Guerra al terrorismo
Stevens ha avuto un ruolo importante nelle decisioni della Corte che hanno dichiarato illegali alcune delle modalità scelte dall'amministrazione Bush per condurre la guerra in Afghanistan e la lotta al terrorismo islamico.
Nel 2004 ha scritto l'opinione di maggioranza in Rasul v. Bush, che ha stabilito che la base di Guantanamo non si trova al di fuori della giurisdizione dei tribunali americani, e che quindi gli stranieri ivi detenuti godono del diritto all'habeas corpus. Nel 2006 ha scritto l'opinione di maggioranza in Hamdan v. Rumsfeld che dichiarava illegali le commissioni militari appositamente create dall'amministrazione Bush per processare i combattenti nemici detenuti a Guantanamo. La sentenza definiva le commissioni illegali perché le loro «strutture e procedure violano sia il codice penale militare degli Stati Uniti sia le quattro convenzioni di Ginevra del 1949.»

### Il caso Chevron
Nel 1984 Stevens ha scritto l'opinione di maggioranza in Chevron U.S.A., Inc. v. Natural Resources Defense Council, Inc. (1984), che è divenuta la sentenza più citata nella storia della Corte Suprema Essa fissa i criteri con cui i tribunali esaminano le interpretazioni che le agenzie amministrative danno delle leggi che regolano i loro stessi compiti. Se la legge esprime la volontà del Congresso in modo non ambiguo, il tribunale la deve applicare direttamente. Se la legge è poco chiara, si deve ritenere che il Congresso abbia delegato all'agenzia l'interpretazione della legge; in questo caso i tribunali devono accettare l'interpretazione dell'agenzia, a meno che sia «arbitraria, incostante o manifestamente contraria alla legge». Tuttavia in seguito Stevens si è mostrato meno incline dei suoi colleghi ad accettare le interpretazioni delle agenzie.

### Bush v. Gore
Nel caso Bush v. Gore, che ha messo fine al riconteggio dei voti in Florida, assicurando la vittoria nelle elezioni presidenziali del 2000 a George W. Bush, Stevens ha scritto un'aspra opinione dissenziente. In essa ha sostenuto che la maggioranza ha mostrato «una inespressa mancanza di fiducia nell'imparzialità e nella capacità dei giudici di stato che prenderebbero le decisioni critiche se il riconteggio potesse proseguire» e ha concluso: «il fatto che la maggioranza di questa Corte sostenga questa posizione può soltanto rendere più credibile la più cinica valutazione dell'operato dei giudici di questo paese. È la fiducia negli uomini e nelle donne responsabili del funzionamento del sistema giudiziario che è la spina dorsale dello stato di diritto. Il tempo un giorno guarirà la ferita che a quella fiducia verrà inflitta dalla decisione di oggi. Una cosa, tuttavia, è certa. Anche se forse non potremo mai conoscere con completa certezza l'identità del vincitore dell'elezione presidenziale di quest'anno, l'identità del perdente è perfettamente chiara. È la fiducia della nazione nel giudice come guardiano imparziale della supremazia della legge».